# Barilla
Barilla G. e R. Fratelli S.p.A, conosciuta semplicemente come Barilla, è un'azienda multinazionale italiana del settore alimentare, operante nel mercato della pasta secca, dei sughi pronti, dei prodotti da forno, della farina e del pane.

## Storia

### Origini

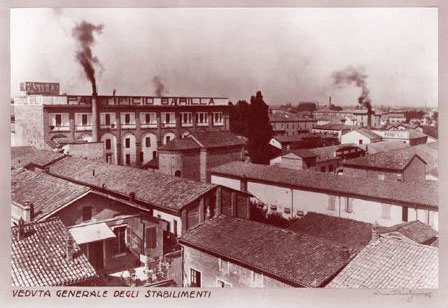
Lo stabilimento nel 1927

La Barilla fu fondata nel 1877 a Parma in strada Vittorio Emanuele 252 (oggi strada della Repubblica) da Pietro Barilla sr., discendente da una famiglia di panettieri; l'attività nacque come bottega per la produzione di pane e pasta.
La ditta si ingrandì nel 1908. Nel 1910 i Barilla presero in affitto un fabbricato (che successivamente diventò di loro proprietà) non lontano dal negozio, appena fuori Barriera Vittorio Emanuele fu creato un pastificio, dotato di un forno a "produzione continua". Nello stesso anno, lo scultore parmigiano Emilio Trombara realizzò il primo marchio dell'azienda, "il garzone con l'uovo". L'uovo - con riferimento alla pasta all'uovo - divenne proprio il marchio grafico dell'azienda; per molti anni il logo fu appunto un uovo stilizzato, con il nome della ditta all'interno del tuorlo rosso circondato dall'albume bianco.
Dopo la morte di Pietro Barilla sr. la direzione della ditta passò interamente nelle mani dei figli Riccardo e Gualtiero. Fu a partire da allora che la Barilla aumentò la produzione e la distribuzione grazie all'innovazione tecnologica che le avrebbe consentito di trasformarsi rapidamente, nel corso degli anni venti e trenta, nella più importante azienda del settore in Emilia-Romagna.

### Il periodo interbellico e il secondo dopoguerra
Nel 1919 Gualtiero Barilla morì, lasciando il fratello Riccardo alla guida dell'azienda insieme a sua moglie Virginia. Nel 1947 anche Riccardo morì e la gestione passò ai figli Pietro e Gianni, esponenti della terza generazione, i quali erano già entrati nell'azienda di famiglia molti anni prima, rispettivamente come responsabile commerciale e responsabile della produzione.

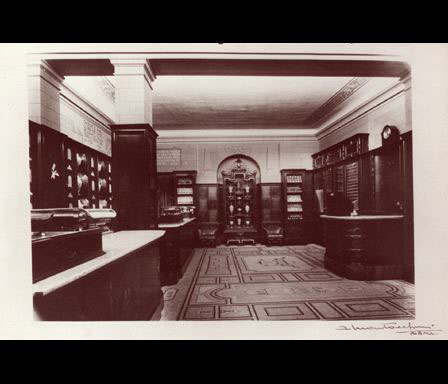
Negozio Barilla

Fu proprio con l'avvento dei due fratelli Barilla che l'azienda parmigiana conobbe una fase di grande sviluppo e nel 1952 sospese la produzione del pane per concentrarsi unicamente in quella della pasta di semola e all'uovo. In quegli anni la Barilla estese il proprio campo d'azione sull'intero Nord Italia, grazie alla qualità dei prodotti venduti a prezzi equilibrati e alla sua capacità innovativa, come per esempio l'utilizzo del cartoncino per confezionare la pasta.
Nel 1955 venne inaugurato il nuovo stabilimento in viale Vittorio Veneto (strada in seguito intitolata a Riccardo e Pietro Barilla) e la Barilla incrementò la produzione arrivando a raggiungere le 600 tonnellate al giorno di prodotto. Fu così che negli anni del boom economico la Barilla divenne azienda leader nella produzione e nel mercato nazionale della pasta. Nel 1960 si trasformò in società per azioni e negli anni successivi aprì i nuovi stabilimenti di Rubbiano presso Solignano, ove iniziò la produzione di cracker e grissini, e di Pedrignano, alle porte di Parma.

### La cessione alla W. R. Grace and Company
Nel 1971 i fratelli Barilla, in disaccordo sulle strategie, cedettero il pacchetto di maggioranza alla multinazionale statunitense W. R. Grace and Company.
Sotto la gestione statunitense la Barilla nel 1973 acquisì il controllo della Voiello, nel 1974 fondò il marchio Mulino Bianco e nel 1975 estese la propria produzione ai prodotti da forno (biscotti, merende, torte).

### Il riacquisto di Pietro Barilla
Nel 1979 Pietro Barilla decise di ricomprare dagli statunitensi la maggioranza del capitale della società e di investire pesantemente per il suo rilancio. Per tutti gli anni ottanta la Barilla registrò una rapida crescita che le consentì di affermarsi come la più importante azienda nel settore della pasta in Italia.
A partire dai primi anni novanta la Barilla avviò una politica di espansione a livello nazionale e internazionale. Nel 1991 acquisì la società greca Misko, mentre nel 1992 rilevò la società italiana Pavesi, aumentando la propria posizione nel mercato nazionale.

### Le acquisizioni internazionali
Nel 1993 Pietro Barilla morì all'età di 80 anni e la gestione della società passò ai figli Guido, Luca, Paolo ed Emanuela. Si giunse così alla quarta generazione Barilla e per tutti gli anni novanta l'azienda emiliana continuò il processo di internazionalizzazione iniziato all'inizio del decennio sotto la gestione di Pietro, aprendo nel 1999 il primo stabilimento produttivo nell'Iowa, negli Stati Uniti d'America.
Questa espansione continuò con l'acquisizione di varie società estere nel settore del cibo come l'azienda turca di pasta Filiz nel 1994, il produttore svedese di pane croccante Wasa nel 1999 e la joint venture con la messicana Herdez nel 2002 (marchio di pasta Yemina). Nel 2002 rilevò la società tedesca Kamps AG, poi ceduta nel 2013 al Gruppo ceco Agrofert. All'interno di Kamps rientrava il marchio Harrys, per la produzione di pane morbido, che non fu successivamente venduto. Nel 2007 la Barilla aprì un secondo stabilimento produttivo negli Stati Uniti, ad Avon. Nel 2008 cedette invece i marchi Tre Marie e Sanson all'azienda produttrice di gelati Sammontana e nel 2012 la Number 1 Logistics al Gruppo FISI.
All'inizio del 2021 Barilla perfezionò le acquisizioni in Canada della società Pasta Catelli (inclusa la marca Lancia) e nel Regno Unito della quota di maggioranza di Pasta Evangelists, una start-up londinese, per la produzione di pasta fresca con consegna a domicilio.
Nel dicembre 2022 il Gruppo acquistò la marca statunitense Back To Nature, specializzato nella produzione di snack salutari.

## Il "Gruppo Barilla"
Alla guida dell'azienda c'è, da 148 anni, la famiglia Barilla. A partire dal 2023 l'amministratore delegato è Gianluca Di Tondo.
Tra i soci del gruppo, figura dal 1979 la famiglia elvetica Anda-Bührle, grande azionista anche del gruppo Oerlikon-Bührle.
L'assetto produttivo di Barilla si basa su 30 comprensori di produzione (ognuno dei quali include 1 o più siti produttivi), di cui 15 in Italia e 15 all’estero, che ogni anno concorrono alla produzione di oltre 2 000 000 di tonnellate di prodotti. L'azienda possiede e gestisce direttamente nove pastifici: Parma (località Pedrignano), Foggia, Marcianise, Muggia, Tebe (Grecia), Bolu (Turchia), Ames (Iowa-USA), Avon, Montréal e San Luis Potosí (Messico).

## Dati economici
Nel 2024 il Gruppo ha registrato un fatturato pari a 4,883 miliardi di euro, con un utile netto di 142 milioni di euro.
Nel 2022, Standard Ethics ha attribuito una rating sostenibilità pari a “E+” su una scala da F a EEE nell’ambito dello SE Food&Beverage Sustainability Italian Benchmark.

## Slogan pubblicitario
Mentre in Italia, per la pasta Barilla, era utilizzato lo slogan "Dove c'è Barilla c'è casa", se ne usavano di molto diversi in altri paesi: negli Stati Uniti d'America la Barilla è conosciuta come The choice of Italy (trad. "La scelta dell'Italia"), mentre in francese ne viene utilizzato uno simile, Les pâtes préférées des Italiens (trad. "La pasta preferita degli italiani"). Dal 2017 al 2021 è stato usato a livello internazionale lo slogan Masters of Pasta. Da aprile 2021 lo slogan usato è A Sign of Love, in Italia Un Gesto D'Amore.

## Altre attività
La Barilla ha una divisione interna, la First, che si occupa dei servizi per la vendita al dettaglio, e l'Academia Barilla, centro internazionale nato nel 2004, dedicato alla diffusione, alla promozione e allo sviluppo della cultura gastronomica italiana nel mondo.

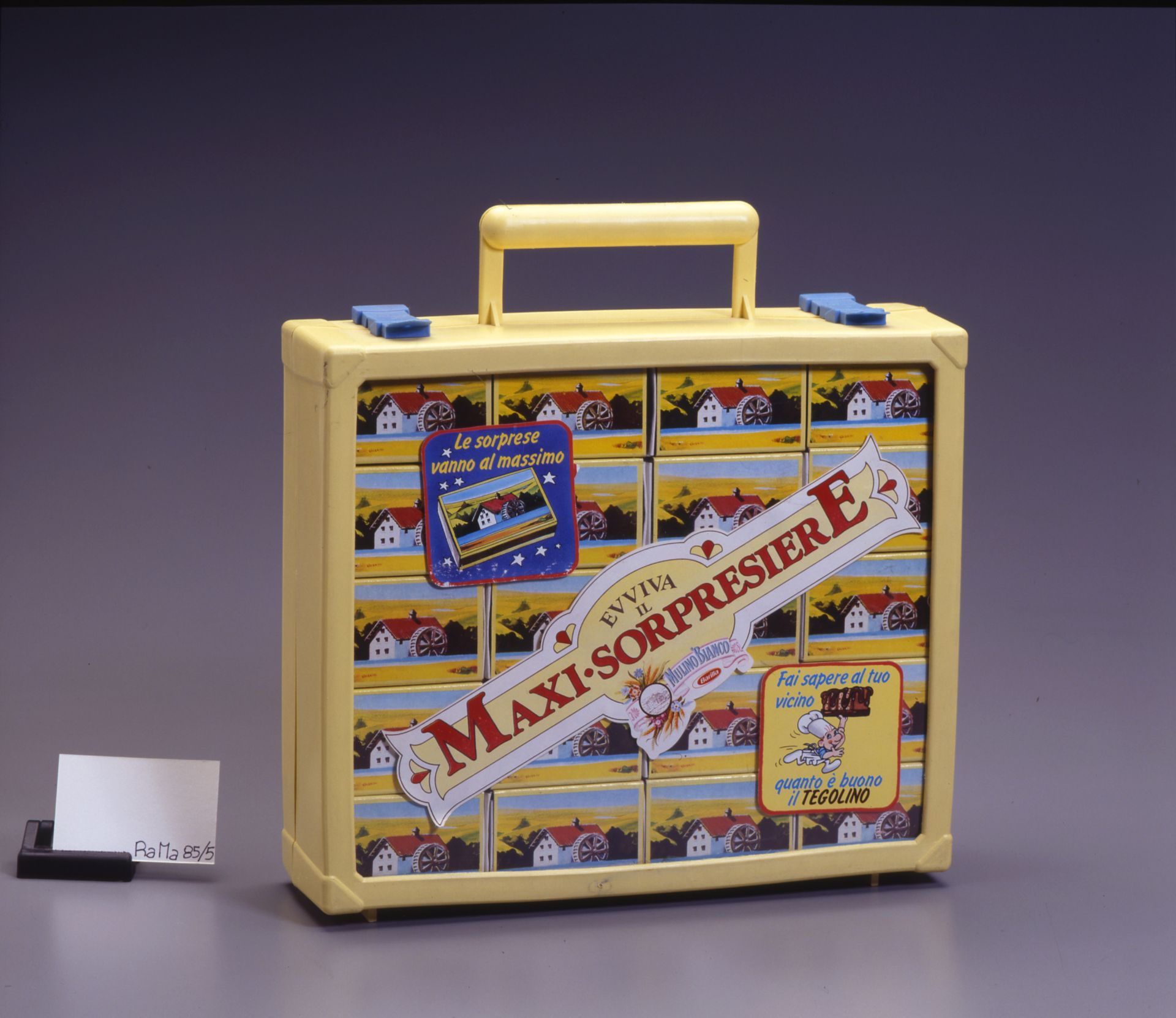
Barilla, Maxisorpresiere, 1985

Dal 1987 esiste l'Archivio Storico Barilla, con sede sempre a Parma, per la conservazione delle documentazioni storiche prodotte dall'azienda.
Dal 1981 al 1994 il marchio Barilla è stato lo sponsor, il primo da quando sono consentite le sponsorizzazioni nelle divise nel campionato italiano di calcio, della società calcistica A.S. Roma.
Nel 2009 viene costituito il BCFN - Barilla Center for Food & Nutrition (ora Fondazione Barilla), una corporate think tank per esprimere la propria posizione e per proporre una serie di raccomandazioni per i singoli cittadini, per il mondo imprenditoriale e per le istituzioni.
Nel 2017 inizia la collaborazione tra Barilla ed il tennista svizzero Roger Federer, che diventa il primo testimonial globale dell'azienda ed è protagonista, insieme allo chef stellato Davide Oldani, dello spot "Masters of Pasta", trasmesso in 40 paesi.
Contemporaneamente, Barilla prosegue la collaborazione con il mondo dello sport attraverso la sponsorizzazione della nazionale italiana di pallacanestro, della sciatrice statunitense Mikaela Shiffrin e della tennista Cori Gauff.
Nel 2021 Barilla lancia un cortometraggio dedicato alla leggenda della carbonara: il progetto Carebonara curato da Alkemy raccoglie consensi internazionali e viene promosso in occasione del Carbonara Day, il 6 aprile. Nel cast anche l’attore italiano Claudio Santamaria.

## Marche e società del Gruppo Barilla
- Artisia
- Back To Nature
- Barilla (Pasta e Sughi)
- Barilla for Professionals
- Catelli
- Filiz
- First
- Gocciole
- GranCereale
- Gran Pavesi
- Harrys
- Misko
- Mulino Bianco
- Pan di Stelle
- Pasta Evangelists
- Pavesini
- Ringo
- Togo
- Voiello
- Yemina
- Wasa

## L'archivio storico

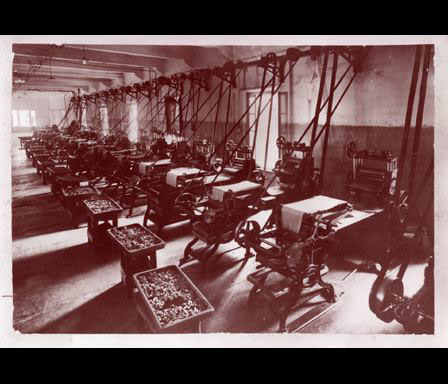
interno stabilimento Barilla, Parma 1913

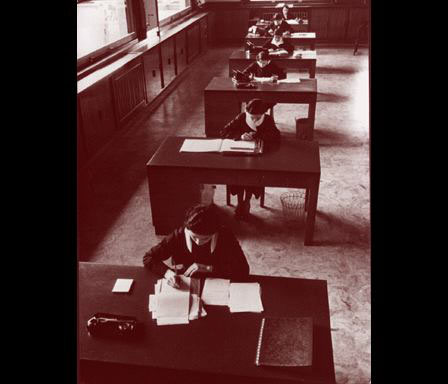
Uffici Barilla 1938

L'Archivio storico Barilla è stato creato nel 1987 per iniziativa di Pietro Barilla, per raccogliere, conservare e valorizzare la documentazione storica aziendale, a partire dal 1877. Attualmente l'Archivio Storico Barilla, che è tra i soci fondatori di Museimpresa dal 2001, si trova nello storico stabilimento a Pedrignano, alle porte di Parma, e ospita, nel fondo omonimo, oltre 60.000 documenti divisi per settore, comprendenti anche la documentazione prodotta dalle marche successivamente entrate nel Gruppo: Voiello, Mulino Bianco, Pavesi, Braibanti, Pan di Stelle, Filiz, Wasa, Harrys.
Tra i fondi più significativi si segnalano:
1) Fototeca, con oltre 15.000 immagini dal 1913 ad oggi.
2) Cataloghi di prodotto, con oltre 250 esemplari dal 1916.
3) Confezioni dei vari marchi del Gruppo, in oltre 100 volumi dal 1955 ad oggi sia in versione fisica che digitale.
4) I bilanci di tutte le società del Gruppo dal 1953.
5) Filmati pubblicitari e aziendali di tutti i marchi di Gruppo dal 1956 ad oggi, con oltre 4000 video e 600 pellicole originali.
6) Pubblicità radiofoniche dei marchi Barilla e Mulino Bianco (oltre 500) a partire dal 1968.
7) La collezione degli oggetti promozionali dei vari marchi del Gruppo a partire dagli anni Trenta del Novecento con oltre 2500 esemplari. Comprende l’intera gamma delle sorpresine in pack del Mulino Bianco (1300) e una serie di prototipi.
Dal 2018 l’intero patrimonio digitalizzato è consultabile online, sia in italiano che in inglese, sul sito dell’Archivio Storico. Il Ministero per i Beni Culturali, il 30 novembre 1999, dichiarava l’Archivio Storico Barilla «di notevole interesse storico» in quanto «testimone dello sviluppo dell’industria alimentare a Parma e dell’evolversi del costume in Italia».
Nel 2010, con i materiali raccolti dall’Archivio Storico Barilla, è stato allestito, presso la Corte di Giarola, a Collecchio (PR) il Museo della Pasta, inserito nel circuito dei Musei del Cibo della provincia di Parma, ove è custodito il più antico spaghetto del mondo (datato al 1837) e un intero pastificio del 1850.